# Amie Joof Conteh
Amie Joof (auch Amie Joof Conteh) ist eine gambische Juristin und Politikerin.
Joof arbeitete zunächst als Anwältin und war mit Abdoulie Conteh verheiratet, der zwischen 1994 und 2006 zeitweise Bürgermeister von Kanifing war. Sie vertrat ihn mehrfach vor Gericht.
Nach ihrer Tätigkeit als Anwältin war sie Richterin am High Court. Im April 2012 wurde sie zur Richterin am Court of Appeal ernannt.
Ende Mai 2013 erfolgte die Ernennung zur Attorneys General und Justizministerin von Gambia durch Präsident Yahya Jammeh, womit sie auf den zuvor entlassenen Lamin Jobarteh folgte. Ihre Nachfolgerin im Amt war Mama Fatima Singhateh, nachdem nach nur 14 Wochen im Amt am 27. August 2013 ihre Entlassung verkündet wurde. Die Wechsel waren Teil einer Serie binnen kurzer Zeit ausgetauschter Ministerinnen und Minister.
Nach dem Ausscheiden als Ministerin erneuerte sie ihre Tätigkeit als Anwältin. Sie ist Mitglied der Female Lawyers Association Gambia (FLAG).